# دامناب
دامناب هي قرية في مقاطعة هشترود، إيران. عدد سكان هذه القرية هو 1,054 في سنة 2006.